# Gottfried Jacob Jänisch (Mediziner, 1751)
Gottfried Jacob Jänisch (* 17. Oktober 1751 in Hamburg; † 18. Oktober 1830 ebenda) war ein deutscher Mediziner und Arzt.

## Leben
Gottfried Jacob Jänisch war einer der Söhne des gleichnamigen Hamburger Arztes Gottfried Jacob Jänisch, zu seinen Geschwister gehörte unter anderem der Hamburger Hauptpastor Rudolph Jänisch. Nachdem er zuvor Privatunterricht genossen hatte, besuchte er die Gelehrtenschule des Johanneums und danach drei Jahre das Akademische Gymnasium zu Hamburg, bevor er ab 1772 Medizin an der Universität Göttingen studierte, und wurde dort 1775 zum Dr. med. promoviert. Im gleichen Jahr begann er seine ärztliche Praxis in Hamburg. 1779 übernahm er als Arzt mit sechs weiteren Kollegen die Behandlung der Hausarmen in Hamburg (arbeitete also als Armenarzt) und wurde 1798 Arzt am Hospital zum Heiligen Geist und führte dieses Amt bis zu seinem Tode.
Gottfried Jacob Jänisch war zweimal verheiratet und hatte aus beiden Ehen sieben Kinder. In erster Ehe hatte er Christiane Johanna Steetz geheiratet. Sein jüngerer Bruder Cornelius wurde ebenfalls Arzt in Hamburg.

## Schriften
- Beteiligt an: Pharmacopoea pauperum, in usum instituti clinici Hamburgensis, edita a societate medica. Hamburg 1781; 2. Auflage, Hamburg 1785
- Dem Gedächtnis meines selig vollendeten Vaters, Herrn Gottfried Jacob Jänisch des Ältern [med. Doctoris, geb. 14.6.1707, gest. 28.3.1781] gewidmet, Michaelsen (Druck), 1781
- Dissertatio inauguralis medica sistens phthiseos ex ulcere curationes antiques. Göttingen 1775